# Хавијер Виљаурутија
Хавијер Виљаурутија Гонзалез (шп. Xavier Villaurrutia González; Мексико Сити, 27. март 1903. — Мексико Сити, 25. децембар 1950) био је мексички писац, драматург и књижевни критичар.

## Биографија
Хавијер Виљаурутија рођен је у Мексико Ситију 1903. године. Започео је студије у „Француској школи“ у Мексико Ситију, а касније се школовао на Националној припремној школи, где се спријатељио са Салвадором Новом и Хаимеом Торесом Бодетом.
Почео је да студира право, али напустио је те студије, јер је одлучио да посвети свој живот писању. Каније је студирао позориште на Одсеку лепих уметности. Постао је стипендиста Фондације Рокфелер 1935. године, након чега је са Родолфом Узиљијем годину дана студирао драму на Универзитету Јејл у Њу Хејвену, САД.
Уз Карлоса Пељисера и Хосеа Горостизу, Хавијер Виљаурутија био је један од најистакнутијих авангардних песника у групи која се окупила око часописа „Лос контемпоранеос“ (шп. Los Contemoráneos; „савременици“). Са пријатељем Салвадором Новом, основао је часопис Ulises 1927. године, а са Рафаелом Лопезом Перезом часопис Barandal.
Виљаурутија припада генерацији писаца која није могла отворено да пише геј литературу. Такође, заједно са другим авангардним писцима претрпео је оштре, безразложне оптужбе и нападе током различитих револуционарних влада, што је довело до тога да изгуби свој бирократски посао.
Хавијер Виљаурутија умро је у свом купатилу 25. децембра 1950. године, као жртва срчаног удара.